# 洪灵菲
洪灵菲（1902年—1934年），原名洪树森，学名洪伦修，字子常、素佛，笔名林曼青、林荫南、李铁郎等，广东潮安人，中国作家，中国左翼作家联盟成员。

## 生平
1922年考入广东高等师范学校。
1926年加入中国共产党。
1928年1月加入蒋光慈、钱杏邨、孟超等组织的“太阳社”。5月与杜国庠、戴平万等发起成立“我们社”。
1930年参与发起成立中国左翼作家联盟，与鲁迅、沈端先、钱杏邨、田汉等七人当选为“左联”常委。
1934年被国民政府秘密处决于南京雨花台。